# Савка Іван Іванович
Іван Іванович Савка (29 лютого 1972) — народний депутат України 8-го скликання. Член фракції партії «Народний фронт». Безпартійний.

## Життєпис
Савка — заступник командира військової частини по роботі з особовим складом — начальник відділення військової частини АА 0224, проживає в місті Миколаєві. Також він був заступником командира миколаївської 79-ї бригади та в. о. командира.
Член групи з міжпарламентських зв'язків з Республікою Кенія.